# منتخب ماليزيا لكرة السلة على الكراسي المتحركة للرجال
منتخب ماليزيا لكرة السلة على الكراسي المتحركة للرجال هو ممثل ماليزيا الرسمي في المنافسات الدولية في كرة السلة على الكراسي المتحركة.